# 2-й провулок Івана Франка (Мелітополь)
2-й провулок Івана Франка — провулок в Мелітополі. Йде від вулиц Івана Франка до провулка Рєпіна. Забудований приватними будинками.

## Назва
Провулок названий на честь українського поета, письменника і громадського діяча Івана Франка (1856—1916).
Поруч знаходяться однойменні 1-й провулок Івана Франка та вулиця Івана Франка.

## Історія
Провулок виник як безіменний проїзд. Рішення про найменування проїзду його теперішньою назвою було прийнято 4 листопада 1969 року.